# 鳞片紫纹蛤
鳞片紫纹蛤（学名：Grammatomya squamosa），是帘蛤目紫云蛤科Grammatomya属的一种。主要分布于中国大陆、台湾，常栖息在潮下带10－20米。